# Cosmopterix langmaidi
Cosmopterix langmaidi là một loài bướm đêm thuộc họ Cosmopterigidae. Loài này có ở Belize.
Cá thể trưởng thành được ghi nhận vào tháng 4.